# K5 League Chungcheongbuk-do 2020
Die K5 League Chungcheongbuk-do 2020 war die zweite Spielzeit als höchste Amateurspielklasse und die zweite Spielzeit insgesamt im südkoreanischen Fußball gewesen. Die Saison begann am 17. Mai und endete am 31. Oktober. Anschließend folgten die Play-off-Spiele.

## Veränderung zur Vorsaison
- Jecheon FC Hanmaeum benannte sich in Jecheon FC Miracle um.

## Teilnehmer und ihre Spielstätten
| Team                             | Stadt                            | Heimstadion | In der Liga seit                 | Vorjahresplatzierung             |                                  |
| K5 League Chungcheongbuk-do 2020 | K5 League Chungcheongbuk-do 2020 | K5 League Chungcheongbuk-do 2020 | K5 League Chungcheongbuk-do 2020 | K5 League Chungcheongbuk-do 2020 | K5 League Chungcheongbuk-do 2020 |
| -------------------------------- | -------------------------------- | --- | -------------------------------- | -------------------------------- | -------------------------------- |
| Okcheon Boram FC                 | Okcheon-gun                      | Jecheon-Fußballcenter Okcheon-Gongseol-Stadion Jeungpyeong-Injojandi-Sportplatz Jincheon-Geschichts-Themagarten-Sportplatz Jincheon-Sporttown-Stadion Cheongju-Yongjeong-Sportplatz | 2019                             | 6. Platz                         |                                  |
| Cheongju SMC Engineering FC      | Cheongju                         | Jecheon-Fußballcenter Okcheon-Gongseol-Stadion Jeungpyeong-Injojandi-Sportplatz Jincheon-Geschichts-Themagarten-Sportplatz Jincheon-Sporttown-Stadion Cheongju-Yongjeong-Sportplatz | 2019                             | Staffelsieger                    |                                  |
| Jeungpyeong Shinhwa FC           | Jeungpyeong-gun                  | Jecheon-Fußballcenter Okcheon-Gongseol-Stadion Jeungpyeong-Injojandi-Sportplatz Jincheon-Geschichts-Themagarten-Sportplatz Jincheon-Sporttown-Stadion Cheongju-Yongjeong-Sportplatz | 2019                             | 3. Platz                         |                                  |
| Jecheon FC Miracle               | Jecheon                          | Jecheon-Fußballcenter Okcheon-Gongseol-Stadion Jeungpyeong-Injojandi-Sportplatz Jincheon-Geschichts-Themagarten-Sportplatz Jincheon-Sporttown-Stadion Cheongju-Yongjeong-Sportplatz | 2019                             | 2. Platz                         |                                  |
| Jincheon Hwarang FC              | Jincheon-gun                     | Jecheon-Fußballcenter Okcheon-Gongseol-Stadion Jeungpyeong-Injojandi-Sportplatz Jincheon-Geschichts-Themagarten-Sportplatz Jincheon-Sporttown-Stadion Cheongju-Yongjeong-Sportplatz | 2020                             | Aufsteiger aus der K6 League     |                                  |
| Jincheon Cheongsol FC            | Jincheon-gun                     | Jecheon-Fußballcenter Okcheon-Gongseol-Stadion Jeungpyeong-Injojandi-Sportplatz Jincheon-Geschichts-Themagarten-Sportplatz Jincheon-Sporttown-Stadion Cheongju-Yongjeong-Sportplatz | 2020                             | Aufsteiger aus der K6 League     |                                  |

## Reguläre Saison
| Pl. | Verein                          | Sp. | S | U | N  | Tore    | Diff. | Punkte |
| --- | ------------------------------- | --- | - | - | -- | ------- | ----- | ------ |
| 1.  | Cheongju SMC Engineering FC (M) | 10  | 9 | 1 | 0  | 040:300 | +37   | 28     |
| 2.  | Jecheon FC Miracle              | 10  | 7 | 0 | 3  | 022:160 | +6    | 21     |
| 3.  | Jincheon Hwarang FC (N)         | 10  | 6 | 1 | 3  | 024:190 | +5    | 19     |
| 4.  | Jincheon Cheongsol FC (N)       | 10  | 4 | 0 | 6  | 017:240 | −7    | 12     |
| 5.  | Okcheon Boram FC                | 10  | 3 | 0 | 7  | 018:310 | −13   | 09     |
| 6.  | Jeungpyeong Shinhwa FC          | 10  | 0 | 0 | 10 | 000:280 | −28   | 0      |

| Zum 10. Spieltag:                                                                                           |  |
| Qualifikation zur K5-League-Meisterschaft und Qualifikation zum Korean FA Cup 2021 Abstieg in die K6 League |  |
| |  |
| Zum Saisonende 2019:                                                                                        |  |
| (M) Vorjahres Staffelsieger                                                                                 |  |
| (N) Aufsteiger aus der K6 League                                                                            |  |

## Statistik

### Torschützenliste
Bei gleicher Anzahl von Treffern sind die Spieler alphabetisch geordnet.
| 01                       | Korea Sud |  |  |
| Stand: Saisonbeginn 2020 |           |  |  |

### Kreuztabelle
Die Kreuztabelle stellt die Ergebnisse aller Spiele dieser Saison dar. Die Heimmannschaft ist in der linken Spalte, die Gastmannschaft in der oberen Zeile aufgelistet.
| 2020                        | CSE | JFC | JSA | OFC | JCL | JHG |
| --------------------------- | --- | --- | --- | --- | --- | --- |
| Cheongju SMC Engineering FC |     | 3:0 | 3:0 | 3:0 | 3:0 | 1:1 |
| Jecheon FC Miracle          | 0:4 |     | 3:0 | 4:1 | 3:0 | 0:3 |
| Jeungpyeong Shinhwa FC      | 0:3 | 0:3 |     | 0:3 | 0:3 | 0:3 |
| Okcheon Boram FC            | 0:7 | 3:5 | 1:0 |     | 5:6 | 2:5 |
| Jincheon Cheongsol FC       | 1:4 | 1:1 | 3:0 | 0:3 |     | 0:3 |
| Jincheon Hwarang FC         | 1:9 | 2:3 | 3:0 | 1:0 | 2:4 |     |